# Ženski svetovni rekord v teku na 400 m z ovirami
Ženski svetovni rekord v teku na 400 m z ovirami. Prvi uradno priznani rekord je leta 1974 postavila Krystyna Kacperczyk s časom 56,51 s, aktualni rekord pa je 8. avgusta 2024 postavila Sydney McLaughlin-Levrone s časom 50,37 s. Mednarodna atletska zveza uradno priznava 24 rekordov.

## Razvoj rekorda
| Čas   | Atletinja                       | Datum              | Prizorišče      | Vir   |
| ----- | ------------------------------- | ------------------ | --------------- | ----- |
| 56,51 | Krystyna Kacperczyk (POL)       | 13. julij 1974     | Augsburg        | [ 1 ] |
| 55,74 | Tatjana Storoševa (URS)         | 26. junij 1977     | Karl-Marx-Stadt | [ 1 ] |
| 55,63 | Karin Rossley (GDR)             | 13. avgust 1977    | Helsinki        | [ 1 ] |
| 55,44 | Krystyna Kacperczyk (POL)       | 18. avgust 1978    | Zahodni Berlin  | [ 1 ] |
| 55,31 | Tatjana Zelencova (URS)         | 19. avgust 1978    | Podolsk         | [ 1 ] |
| 54,89 | Tatjana Zelencova (URS)         | 2. september 1978  | Praga           | [ 1 ] |
| 54,78 | Marina Makejeva (URS)           | 27. julij 1979     | Moskva          | [ 1 ] |
| 54,28 | Karin Rossley (GDR)             | 17. maj 1980       | Jena            | [ 1 ] |
| 54,02 | Ana Ambraziené (URS)            | 11. junij 1983     | Moskva          | [ 1 ] |
| 53,58 | Margarita Ponomarjova (URS)     | 22. junij 1984     | Kijev           | [ 1 ] |
| 53,55 | Sabine Busch (GDR)              | 22. september 1985 | Vzhodni Berlin  | [ 1 ] |
| 53,32 | Marina Stepanova (URS)          | 30. avgust 1986    | Stuttgart       | [ 1 ] |
| 52,94 | Marina Stepanova (URS)          | 19. september 1986 | Taškent         | [ 1 ] |
| 52,74 | Sally Gunnell (GBR)             | 19. avgust 1993    | Stuttgart       | [ 1 ] |
| 52,61 | Kim Batten (USA)                | 11. avgust 1995    | Göteborg        | [ 1 ] |
| 52,34 | Julija Pečonkina (RUS)          | 8. avgust 2003     | Tula            | [ 1 ] |
| 52,20 | Dalilah Muhammad (USA)          | 28. julij 2019     | Des Moines      | [ 2 ] |
| 52,16 | Dalilah Muhammad (USA)          | 4. oktober 2019    | Doha            | [ 3 ] |
| 51,90 | Sydney McLaughlin (USA)         | 28. junij 2021     | Eugene          | [ 4 ] |
| 51,46 | Sydney McLaughlin (USA)         | 4. avgust 2021     | Tokio           | [ 5 ] |
| 51,41 | Sydney McLaughlin-Levrone (USA) | 25. junij 2022     | Eugene          | [ 6 ] |
| 50,68 | Sydney McLaughlin-Levrone (USA) | 22. julij 2022     | Eugene          | [ 7 ] |
| 50,65 | Sydney McLaughlin-Levrone (USA) | 30. junij 2024     | Eugene          | [ 8 ] |
| 50,37 | Sydney McLaughlin-Levrone (USA) | 8. avgust 2024     | Pariz           | [ 9 ] |